# Bascanichthys myersi
Bascanichthys myersi är en fiskart som först beskrevs av Herre 1932.  Bascanichthys myersi ingår i släktet Bascanichthys och familjen Ophichthidae. Inga underarter finns listade.